# Ophiomyia subdefinita
Ophiomyia subdefinita är en tvåvingeart som beskrevs av Spencer 1986. Ophiomyia subdefinita ingår i släktet Ophiomyia och familjen minerarflugor.
Artens utbredningsområde är Kalifornien. Inga underarter finns listade i Catalogue of Life.